# Nuestra Señora de Cosamaloapan
Nuestra Señora de Cosamaloapan, es una advocación mariana, que al igual que otras advocaciones marianas, que data desde 1546 en Cosamaloapan Veracruz, una ciudad de la Cuenca del Papaloapan, que tiene como santa patrona a la imagen de la Inmaculada Concepción, figura tallada en madera que según la tradición llegó al pueblo flotando en las aguas del río.

## El encuentro de la Virgen
En archivos de la parroquia de San Martín Cosamaloapan, existen registros desde 1442, donde se describe el lugar de Cosamaloapan y que Moctezuma venció y dominó a los indios Cosamaloas.
Hay dos versiones sobre la llegada de la imagen de virgen de la Inmaculada Concepción. Ambas se originan aguas arriba del Papaloapan. Una versión indica que un religioso dejó intencionalmente a la deriva una imagen de la virgen de la Inmaculada Concepción, en una caja de madera hecha de jonote, con la intención que llegara a algún lugar diciendo: “Anda madre, llega a donde Tú quieras quedarte” y la pusieron a merced de la corriente misma que, tiempo después, la caja se detuvo en un remanso del río que se llamaba “El paso de los Lirios”, que luego pasó a ser el “Paso de la Virgen” en Cosamaloapan. La caja con la virgen fue encontrada el 8 de diciembre de 1546, por unos indígenas mismos que la trasladaron al pueblo donde fue y ha sido venerada a través de los años.
La otra versión indica que en 1540 hubo una inundación y que una iglesia fue arrastrada por las aguas y que consecuencia de ello la imagen de la virgen fue llevada por las aguas y posteriormente encontrada cerca de Cosamaloapan.

## El templo
En 1546, el párroco Salvador Bravo Lagunes mandó construir una ermita en honor de la Virgen María, frente al río, a unos pasos donde fue encontrada a imagen, en el lugar denominado el “Paso de la Virgen,” donde se ubicaban 12 chozas.
En 1703 los vecinos construyeron una más grande y de ladrillos. En 1773 el cura José Pérez Zamora, edificó otra más grande y formó una cofradía en honor de la virgen, siendo obispo de Puebla Juan Francisco Loaiza.
El río se llevó la virgen y se construyó otra en 1796 dándole así imagen en su propia iglesia, misma que fue apadrinada por el virrey, Don Gaspar de la Cerda y Mendoza, quien antes de zarpar a España, quiso conocer el estado de Veracruz. Las ruinas de la iglesia años después, se veían que emergían de las aguas.
Ante la constante erosión de los linderos del río, el santuario se vio amenazado de nuevo y los feligreses acordaron levantar otro templo en una plazuela, y en 1806 pusieron la primera piedra. Algunos escritos de 1808 por orden de la mitra angelopolitana se encuentran estos registros de Nuestra Señora de Cosamaloapan.
Años después no era suficiente el templo, por lo que de nuevo se comenzó a levantar el templo de “San Martín”, basado en un plano correspondiente a un templo de Madrid España, otorgado por el virrey Iturrigaray. Los trabajos estarían a cargo del arquitecto Manuel Tolsá. El altar mayor fue paneado por Próspero Ferat Legrand, ingeniero francés. Se terminó y ofició celebración litúrgica en 1860.
En 1931 en persecución a los cristianos católicos en México, fue convertida en cuartel militar. La iglesia desde entonces ha sufrido grandes deterioros.

## Coronación de la Inmaculada Concepción
Gestiones para su coronación iniciaron en 1956 por el sacerdote Francisco Fernández y el 24 de mayo de 1966, estando como párroco Ramón Zamora y el obispo Lymasky, el arzobispo Manuel Pío López de la Diócesis de Veracruz y otros obispos, se efectuó la coronación de la Inmaculada Concepción, con una corona con gemas, un cetro y aureola, en presencia del delegado apostólico Raimondi, el cardenal José Garibi Rivera y varios sacerdotes, religiosas y la feligresía local. La coronación se llevó a cabo en el campo deportivo en medio de suntuosidad y devoción y después se ofreció un sencillo banquete. La fiesta se celebraba el 15 de agosto hasta 1646, y desde entonces hasta ahora el 8 de diciembre de cada año. La celebración es muy  concurrida por los fieles marianos.

## La virgen de Cosamaloapan en otras ciudades.
Lo milagroso de la virgen, cundió entre los católicos de la región y otras latitudes, por lo que se ha tomado el nombre de la Virgen de Cosamaloapan como:
- En Morelia, levantaron en el siglo XVI, una capilla misma que en 1738, fue transformada en monasterio.[7]
- En Chihuahua una hacienda Jesuita lleva su nombre, desde el siglo XVIII.
- En Tizayuca, Hidalgo se venera en un templo y hasta la actualidad a la virgen de Cosamaloapan, con varios milagros muy reconocidos, desde  el siglo XIX[8]